# لوران فوكييه
لوران فوكييه (بالفرنسية: Laurent Wauquiez) (
تنطق بالفرنسية: [Laurent Wauquiez]، مواليد 12 نيسان أبريل 1975 هو سياسي فرنسي،
أصبح عضواً في البرلمان في عام 2004 ليحل محل جاك بارو، وعين في 2007 وزير الدولة لرئيس الوزراء والمتحدث باسم الحكومة، ثم في عام 2008 وزير الدولة لشؤون التوظيف. في عام 2010 ، أصبح وزيرًا للشؤون الأوروبية، قبل تعيينه وزيرًا للتعليم العالي والبحث العلمي في عام 2011.
كان عمدة بوي-إن-فيلاي من عام 2008 إلى عام 2016 ، ومرة أخرى نائب من عام 2012 إلى عام 2017 ، أصبح الأمين العام لحزب الاتحاد من أجل الحركة الشعبية في عام 2014 ونائب رئيس الجمهوريين في عام 2015. وتم انتخابه رئيساً للمجلس الإقليمي أوفرن- رون ألب في عام 2016.
في الكونغرس الجمهوري عام 2017 ، تم انتخابه رئيسًا للحزب في الجولة الأولى من التصويت.
في بداية عام 2018 اثيرت حوله ضجة فيما يخص انتقاده لزملائة السياسيين.

## حياته العائلية
متزوج منذ عام 2001 من شارلوت ديريجناكور، أدارية في مجلس الشيوخ. لديهما طفلان: بابتيست (ولد في عام 2003) ولويز (ولدت في عام 2006)

## دراساته الأكاديمية
تخرج عام 1998 من معهد الدراسات السياسية بباريس (قسم الخدمات العامة) ، حاصل على شهادة ماجسنير في القانون العام تم الحصول عليها في العام التالي، وأخيرًا تخرّج المدرسة الوطنية للإدارةENA.
في سن ال 18 ، أضاف لقب والدته فوكييه إلى اسمه، وكان معروفًا باسم واوكويز- موت، الذي تركه عند دخوله السياسة .

## عمله البرلماني

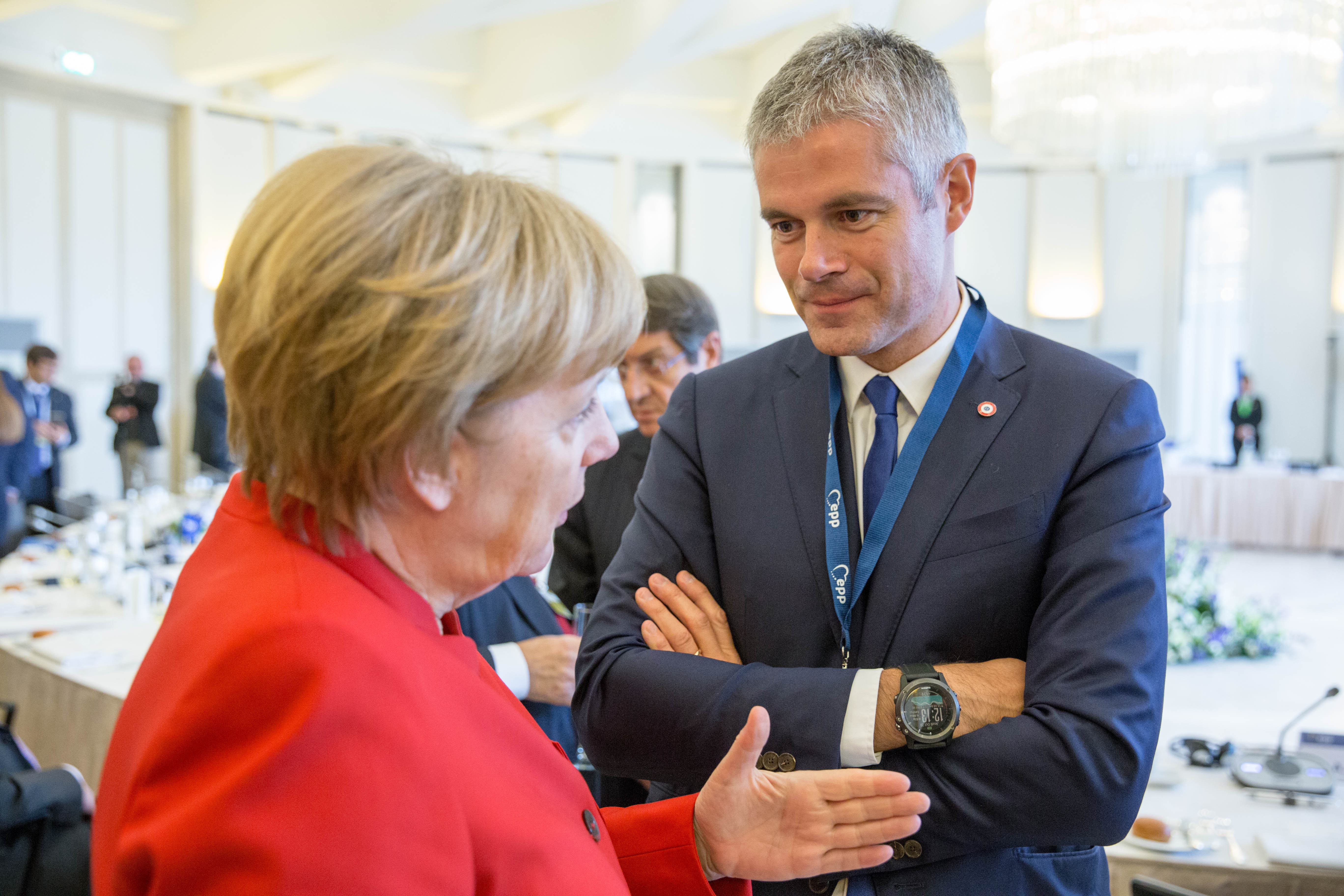
مع المستشارة الألمانية